# Roberto Serra
Roberto Serra (ur. 4 września 1982 w Aoście) – włoski łyżwiarz szybki, specjalizujący się w short tracku, medalista mistrzostw świata i wielokrotny mistrz Europy, reprezentant Włoch na zimowych igrzyskach olimpijskich w Turynie.
W 2010 Włoch miał startować na zimowych igrzyskach olimpijskich w Vancouver, biorąc udział w konkursie sztafety, jednak nie pojawił się na starcie tegoż konkursu.

## Osiągnięcia
| Rok | Zawody                       | Miasto         | Miejsce | Konkurencja | Wynik    | Źródło      |
| --- | ---------------------------- | -------------- | ------- | ----------- | -------- | ----------- |
| 2000 | Mistrzostwa świata juniorów  | Székesfehérvár | 31.     | wielobój    | 0 (61)   | [ 1 ]       |
| 2001 | Mistrzostwa świata juniorów  | Warszawa       | 29.     | wielobój    | 0 (76)   | [ 2 ]       |
| 2001 | Mistrzostwa świata juniorów  | Warszawa       | 7.      | sztafeta    | 3:03.988 | [ 2 ]       |
| 2004 | Mistrzostwa świata           | Göteborg       | 3.      | sztafeta    | 6:49,563 | [ 3 ]       |
| 2004 | Mistrzostwa Europy           | Zoetermeer     | 1.      | sztafeta    | 7:11,668 | [ 4 ]       |
| 2005 | Mistrzostwa Europy           | Turyn          | 4.      | sztafeta    | PEN      | [ 5 ]       |
| 2006 | Igrzyska olimpijskie         | Turyn          | 9.      | 500 m       | 0:42,773 | [ 6 ] [ 7 ] |
| 2006 | Mistrzostwa Europy           | Krynica-Zdrój  | 1.      | sztafeta    | 6:58,658 | [ 8 ]       |
| 2007 | Mistrzostwa świata           | Mediolan       | 21.     | 500 m       | 0:44,754 | [ 9 ]       |
| 2007 | Mistrzostwa świata           | Mediolan       | 19.     | 1000 m      | 1:30,440 | [ 10 ]      |
| 2007 | Mistrzostwa świata           | Mediolan       | 43.     | 1500 m      | 2:23,443 | [ 11 ]      |
| 2007 | Mistrzostwa świata           | Mediolan       | 25.     | wielobój    | 0 (83)   | [ 12 ]      |
| 2007 | Mistrzostwa świata           | Mediolan       | 4.      | sztafeta    | 6:58,806 | [ 13 ]      |
| 2007 | Drużynowe mistrzostwa świata | Budapeszt      | 3.      | [ g ]       | 26       | [ 14 ]      |
| 2007 | Mistrzostwa Europy           | Sheffield      | 7.      | sztafeta    | 7:10,844 | [ 15 ]      |
| 2008 | Mistrzostwa świata           | Gangneung      | 6.      | sztafeta    | 6:55,372 | [ 16 ]      |
| 2008 | Mistrzostwa Europy           | Windawa        | 22.     | wielobój    | 0 (66)   | [ 17 ]      |
| 2008 | Mistrzostwa Europy           | Windawa        | 1.      | sztafeta    | 6:57,853 | [ 18 ]      |
| 2009 | Mistrzostwa świata           | Wiedeń         | 5.      | sztafeta    | PEN      | [ 19 ]      |
| 2009 | Mistrzostwa Europy           | Turyn          | 1.      | sztafeta    | 6:56,928 | [ 20 ]      |
| 2010 | Mistrzostwa Europy           | Drezno         | 1.      | sztafeta    | 6:45,195 | [ 21 ]      |
| Pochyloną czcionką oznaczono wynik z ostatniego etapu danej konkurencji, z udziałem tego samego zawodnika/zawodników, z wykluczeniem etapu finałowego. Wartości cyfrowe podawane w nawiasie, w wynikach uzyskiwanych w konkurencji wieloboju, oznaczają sumę pozycji zajmowanych w klasyfikacji końcowej na dystansie 500, 1000 i 1500 metrów. Wartość PEN oznacza karę, której działanie jest praktycznie tożsame z dyskwalifikacją. |                              |                |         |             |          |             |